# Silver Swallows
Silver Swallows (dt. übersetzt: Silberschwalben) war der Name des Irish-Air-Corps-Aerobatik-Teams. Aktiv von 1986 bis 1998 wurde das Team mit vier Fouga Magister  CM 170 Jet Trainer ausgestattet und wurde aus der Light Strike Squadron der Irish Air Corps bei Casement, auf dem Militärflugplatz Baldonnel in der Nähe von Dublin, geführt. Der Name Silber Swallows leitet sich von der Farbe des Flugzeugs und des 'V'-förmigen Schwanz des Magister Flugzeug das Team flog ab. Im Laufe seiner Geschichte wurde das Team auf einer Teilzeitbasis betrieben, wobei die Vorführpflichten der Mannschaft zweitrangig zu den primären Aufgaben der Light Strike Squadron waren.

## Geschichte
Die Formation wurde zunächst für den 60. Jahrestag der Gründung des Air Corps im Jahr 1982 mit vier silbernen Fouga Magister Trainer-Flugzeugen gegründet. Es wurde ein Display entwickelt, das Team so nah wie möglich an die Menge zu halten, um die Kunstflugfiguren zu zeigen. Das Team machte seine erste öffentliche Aufführung an der Air Spectacular im Fairyhouse 1983 vor. Kunstflug wurde 1985 und 1986 sowie 1987 an der Air Spectacular im Baldonnel im August 1987 regelmäßig fortgesetzt.
Das Team machte einige Auftritte außerhalb ihres eigenen Landes, ihre erste Übersee-Display wiar beim Royal Air Force Cawdor Barracks Tag der offenen Tür am 26. Juli 1990. Die nächste Übersee-Displays waren 1997, als das Team besuchte eine Reihe von Flugshows in Großbritannien und Belgien um das 75-jähriges Jubiläum der Irish Air Corps zu feiern. Sie erschienen am Royal International Air Tattoo Auf der RAF FairfordAir Base in Gloucestershire, im Jahr 1997, wo das Team mit dem renommierten Lockheed Martin Cannestra Trophy Preis für ein ausländisches Team ausgezeichnet wurde.
Im Jahr 1998 wurde das Team aufgelöst aufgrund der Außerdienststellung der Fouga Magister beim Irish Air Corps Service.